# Quintus Fabius Maximus Æmilianus
Pour les articles homonymes, voir Fabius Maximus.
Quintus Fabius Maximus Aemilianus est un homme politique de la Rome antique. Fils du consul Lucius Aemilius Paullus Macedonicus, le vainqueur de Persée et frère de Scipion Émilien
En 168 av. J.-C., il sert en Macédoine sous son père, c'est lui qui donne la nouvelle de la victoire de Pydna à Rome.
En 149-148 av. J.-C., il est préteur en Sicile.
En 145 av. J.-C., il est consul. Après son consulat il est proconsul en Espagne, il bat Viriatus et les Lusitaniens. Mais cette victoire n'est pas totale et la guerre se poursuit encore pendant dix ans et la chute de Numance, prise par son frère.
En 134 av. J.-C., il participe à la guerre contre Numance sous le commandement de son frère Scipion Émilien. Ce dernier lui confie le commandement d'un des deux camps encerclant Numance lors du siège de la ville.
En 121 av. J.-C., à l'endroit où se rencontre l'Isère, le Rhône et le massif central (les monts Cemménes), avec moins de 30 000 hommes, il taille en pièces vingt myriades de Celtes : il dressa sur le lieu même un trophée en marbre blanc, et deux temples consacrés, l'un à Arès (Mars), l'autre à Héraclès (Hercule) (Strabon).
Avec son frère il est le protecteur et l'élève de l'historien Polybe.